# Orthochtha
Orthochtha is een geslacht van rechtvleugeligen uit de familie veldsprinkhanen (Acrididae). De wetenschappelijke naam van dit geslacht is voor het eerst geldig gepubliceerd in 1891 door Karsch.

## Soorten
Het geslacht Orthochtha omvat de volgende soorten:
- Orthochtha ampla Sjöstedt, 1931
- Orthochtha angustata Bolívar, 1889
- Orthochtha angusticornis Popov & Fishpool, 1992
- Orthochtha aurea Popov & Fishpool, 1988
- Orthochtha brachycnemis Karsch, 1893
- Orthochtha browni Popov & Fishpool, 1992
- Orthochtha coeruleipes Popov & Fishpool, 1992
- Orthochtha dasycnemis Gerstaecker, 1869
- Orthochtha dimorpha Miller, 1929
- Orthochtha dimorphipes Uvarov, 1953
- Orthochtha elegans Popov & Fishpool, 1992
- Orthochtha grossa Bolívar, 1908
- Orthochtha indica Uvarov, 1942
- Orthochtha katangana Popov & Fishpool, 1992
- Orthochtha modesta Popov & Fishpool, 1992
- Orthochtha nadiae Popov & Fishpool, 1992
- Orthochtha nigricornis Karsch, 1893
- Orthochtha pulchripes Popov & Fishpool, 1992
- Orthochtha ramchandrae Popov, 1981
- Orthochtha roffeyi Popov & Fishpool, 1992
- Orthochtha rosacea Walker, 1871
- Orthochtha schmidti Popov & Fishpool, 1992
- Orthochtha sudanica Popov & Fishpool, 1988
- Orthochtha tunstalli Popov & Fishpool, 1992
- Orthochtha venosa Ramme, 1929
- Orthochtha zuluensis Popov & Fishpool, 1992